# Ceraclea congolensis
Ceraclea congolensis är en nattsländeart som först beskrevs av Martin E. Mosely 1939.  Ceraclea congolensis ingår i släktet Ceraclea och familjen långhornssländor. Inga underarter finns listade i Catalogue of Life.